# أنو 1701
أنو 1701 (بالإنجليزية: Anno 1701)‏ هي لعبة فيديو من نوع إستراتيجية الوقت الحقيقي، صدرت في 26 أكتوبر 2006، وهي متوفرة على أجهزة ويندوز.

## روابط خارجية
- أنو 1701 على موقع IMDb (الإنجليزية)